# Trachusa zebrata
Trachusa zebrata är en biart som först beskrevs av Cresson 1872.  Trachusa zebrata ingår i släktet hartsbin och familjen buksamlarbin. Inga underarter finns listade.

## Beskrivning
En övervägande svart art med gula teckningar. På bakkroppen tar markeringarna formen av tvärband med avsmalönande mitt på tergit (ovansidans segment) 1 till 5. Hos hanen är dessutom tergit 6 nästan helt gul. Hanen har också omfattande gula markeringar på mundelar och i ansiktet; honan har endast mindre krämfärgade till gula fläckar på huvudet. Även mellankroppen har mindre, gula markeringar. Vingarna är svagt mörkfärgade. Längden uppgår till omkring 14 mm.

## Ekologi
Trachusa zebrata flyger från augusti till oktober och besöker korgblommiga växter som Encelia, kokardblomster och solrosor.

## Utbredning
Arten finns främst i västra USA men går österut till Michigan och Mississippi samt söderut till New Mexico och Louisiana.